# بریگم یانگ

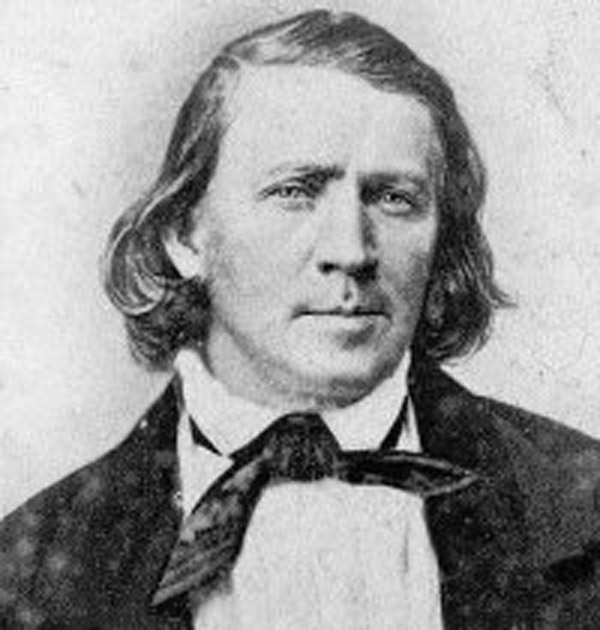

بریگم یانگ (به انگلیسی: Brigham Young) ‎/ˈbrɪɡəm/‎ متولد ۱۸۰۱ میلادی در ورمانت، از رهبران آمریکایی جنبش قدیسان آخرالزمان و از مستوطنان غرب ایالات متحده آمریکا بود. او دومین رئیس کلیسای عیسی مسیح قدیسان آخرالزمان از ۱۸۴۷ تا زمان مرگش در ۱۸۷۷ بود. او سالت‌لیک‌سیتی را بنیان نهاد و به عنوان نخستین فرماندار قلمرو یوتا فعالیت کرد. او همچنین تأسیس نهادهایی را رهبری کرد که متعاقباً به دانشگاه یوتا و دانشگاه بریگم یانگ تبدیل شدند.
بریگم یانگ اسامی مستعار زیادی داشت که محبوبترینشان «موسیای آمریکایی» (یا موسای مدرن یا موسای مورمون) بود، زیرا او نیز همچون این شخصیت کتاب مقدس پیروانش پیشگامان مورمون را در هجرتی از میان بیابان به سوی آنچه سرزمینی موعود می‌پنداشتند رهبری کرد. یانگ را به دلیل شخصیت دلیرش پیروانش «شیر خدا» نامیدند و همچنین قدیسان آخرالزمان به او «برادر بریگم» می‌گفتند. او چند همسر داشت و در خصوص کشیش شدن سیاهان و جنگ یوتا و کشتار مراتع کوهستان درگیر مجادلاتی بود.